# Médaille Pouchkine
La médaille Pouchkine (en russe : медаль Пушкина) est une distinction d'État de la fédération de Russie attribuée à ses citoyens pour des réalisations dans les arts et la culture, l'éducation, les sciences humaines et la littérature. Elle est nommée en honneur de l'auteur et poète russe Alexandre Sergueïevitch Pouchkine.

## Historique
La médaille Pouchkine fut créée le 9 mai 1999 par le décret présidentiel no 574 du premier président de la fédération de Russie, Boris Eltsine. Son statut fut amendé par le décret présidentiel no 1099 du 7 septembre 2010 qui modifia le système de distinctions honorifiques de la fédération de Russie au complet afin de l'éloigner du système soviétique. La première cérémonie de remise de la médaille Pouchkine eut lieu au Kremlin le 4 juin 1999.

## Statut de la médaille
La médaille Pouchkine est décernée aux citoyens de la fédération de Russie avec au moins 20 ans d’ancienneté dans les activités socio-humanitaires, pour des réalisations dans les arts et la culture, l'éducation, les sciences humaines et la littérature, pour une grande contribution à l'étude et la préservation du patrimoine culturel russe, au rapprochement et à l'enrichissement mutuel des cultures des nations et des peuples, pour la création d'images hautement artistiques.

## Description
La médaille Pouchkine est une médaille circulaire d'argent d’un diamètre de 32 mm. L'avers porte un autoportrait du profil gauche de Pouchkine. Au centre du revers, la signature de Pouchkine. Sous la signature près de la bordure inférieure de la médaille, la lettre "N" en relief et une ligne réservée pour l'attribution du numéro de série de la médaille.
La médaille est suspendue à une monture pentagonale standard russe à l’aide d’une bague dans l’anneau de suspension de la médaille. La monture est recouverte d’un ruban de soie moirée large de 24 mm de couleur azur avec une bande dorée de 2,5 mm située à 5 mm du rebord droit du ruban. La médaille est portée sur la poitrine gauche avec les autres médailles et se situe dans l'ordre de préséance de la fédération de Russie immédiatement après la médaille de Nestérov.

## Récipiendaires de la médaille Pouchkine
Quelques Français parmi lesquels :

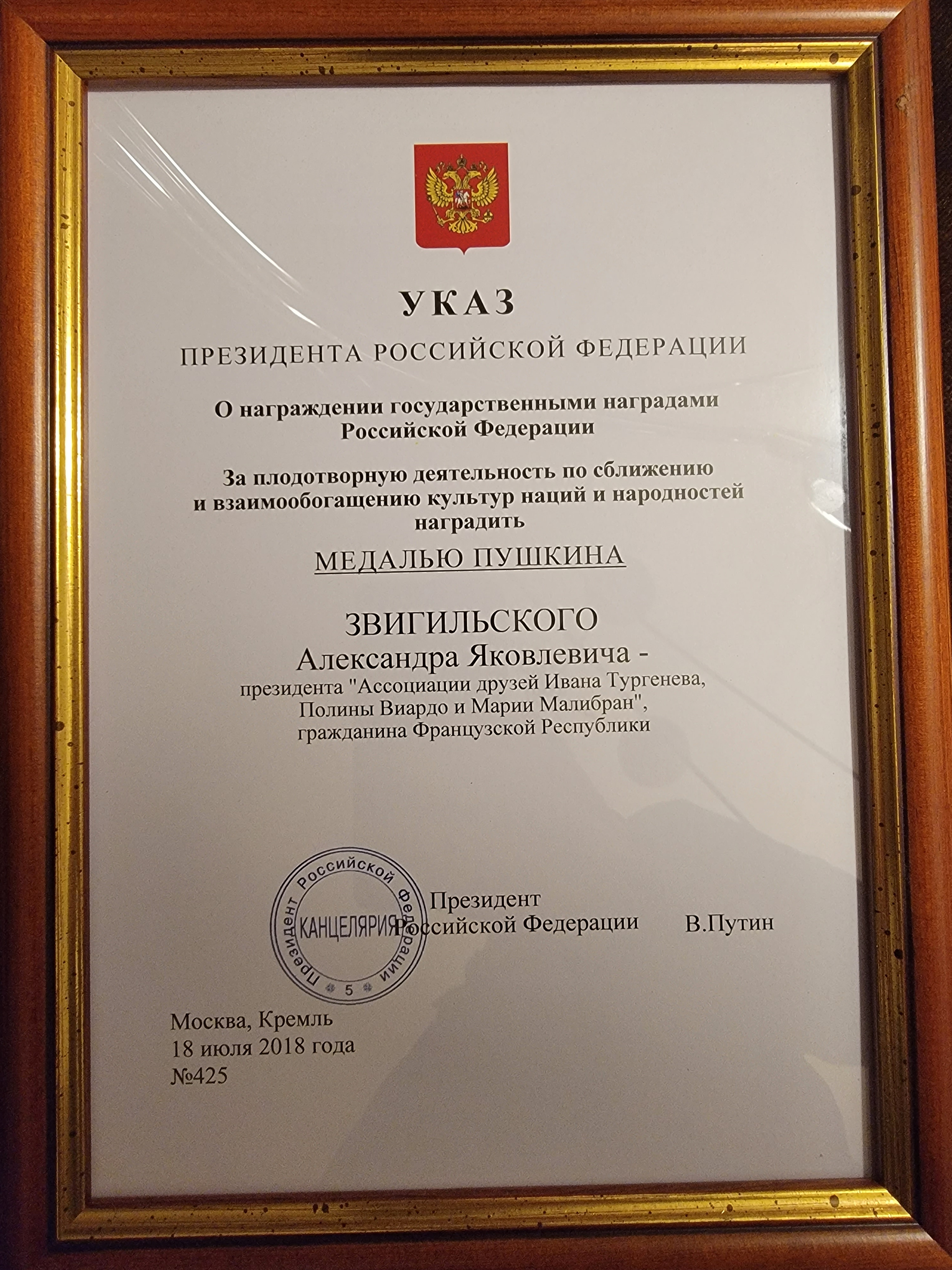
Le document attribuant la médaille Pouchkine, ici à Alexandre Zviguilsky, signé par l'administration du président de la fédération de Russie Vladimir Poutine.

- Bernadette Chirac - présidente de l'Association « Le Pont Neuf »
- Bernard Brochand - maire de Cannes
- Zoya Arrignon - présidente de la délégation de la fédération de Russie de la Renaissance française, pour son engagement dans le renforcement des liens culturels entre la France et la Russie.
- Alexandre Zviguilsky - docteur en littérature et spécialiste de l'œuvre d'Ivan Tourgueniev.
- Nikita Struve (ru) - professeur de littérature russe, éditeur et traducteur.

Quelques autres : 
- Vladimir Gostioukhine - acteur biélorusse (2007)[2]
- Augusto Aurelio Fábrega Donado - ambassadeur du Panama en Russie
- Polyxena Solovyova - poétesse, illustratrice, traductrice et éditrice russe. Elle est la première à traduire Les Aventures d'Alice au pays des merveilles en russe.
- Svetlana Gerasimova, éducatrice et sanétrice ouzbèque.